# Sergio Pompanin
Sergio Pompanin (Cortina d'Ampezzo, 6 marzo 1939) è un bobbista italiano, atleta ampezzano attivo negli anni sessanta. Fece parte della nazionale italiana di bob ottenendo una medaglia d'argento ai mondiali del 1969 che si svolsero a Lake Placid, negli Stati Uniti. Pompanin fu due volte campione d'italia nel bob a quattro.
Oltre all'attività agonistica Sergio è un appassionato d'alpinismo e nel 1968 apre una nuova via nel Monte Bosconero, insieme ad alcuni Scoiattoli di Cortina